# 7371 El-Baz
A 7371 El-Baz (ideiglenes jelöléssel (7371) 1978 VA6) egy kisbolygó a Naprendszerben. Eleanor F. Helin és Schelte J. Bus fedezték fel 1978. november 7-én.